# Scopula wittei
Scopula wittei är en fjärilsart som beskrevs av Debauche 1933-1935. Scopula wittei ingår i släktet Scopula och familjen mätare. Inga underarter finns listade.